# OGLE-2013-BLG-0723L
OGLE-2013-BLG-0723L est un système triple constitué d'une étoile, d'une naine brune et d'un objet de masse planétaire, situé dans la constellation d'Ophiuchus.

## Découverte
Le système a été trouvé grâce à l'évènement de microlentille OGLE-2013-BLG-0723 découvert par l'Optical Gravitational Lensing Experiment (OGLE-IV, « Expérience de lentille gravitationnelle optique ») le 12 mai 2013 (HJD∼2456424.5) en utilisant son télescope de Varsovie de 1,3 mètre situé à l'observatoire de Las Campanas au Chili.

## Structure
Le système, hiérarchisé, a la structure suivante :
|  | A |
|  |   |

|  | Ba |
|  |    |
|  | Bb |
|  |    |

|  | A |
|  |   |

|  | Ba |
|  |    |
|  | Bb |
|  |    |

### OGLE-2013-BLG-0723L A
L'objet OGLE-2013-BLG-0723L A est une petite étoile dont la masse est (0,097 ± 0,009) fois celle du Soleil.

### OGLE-2013-BLG-0723L B

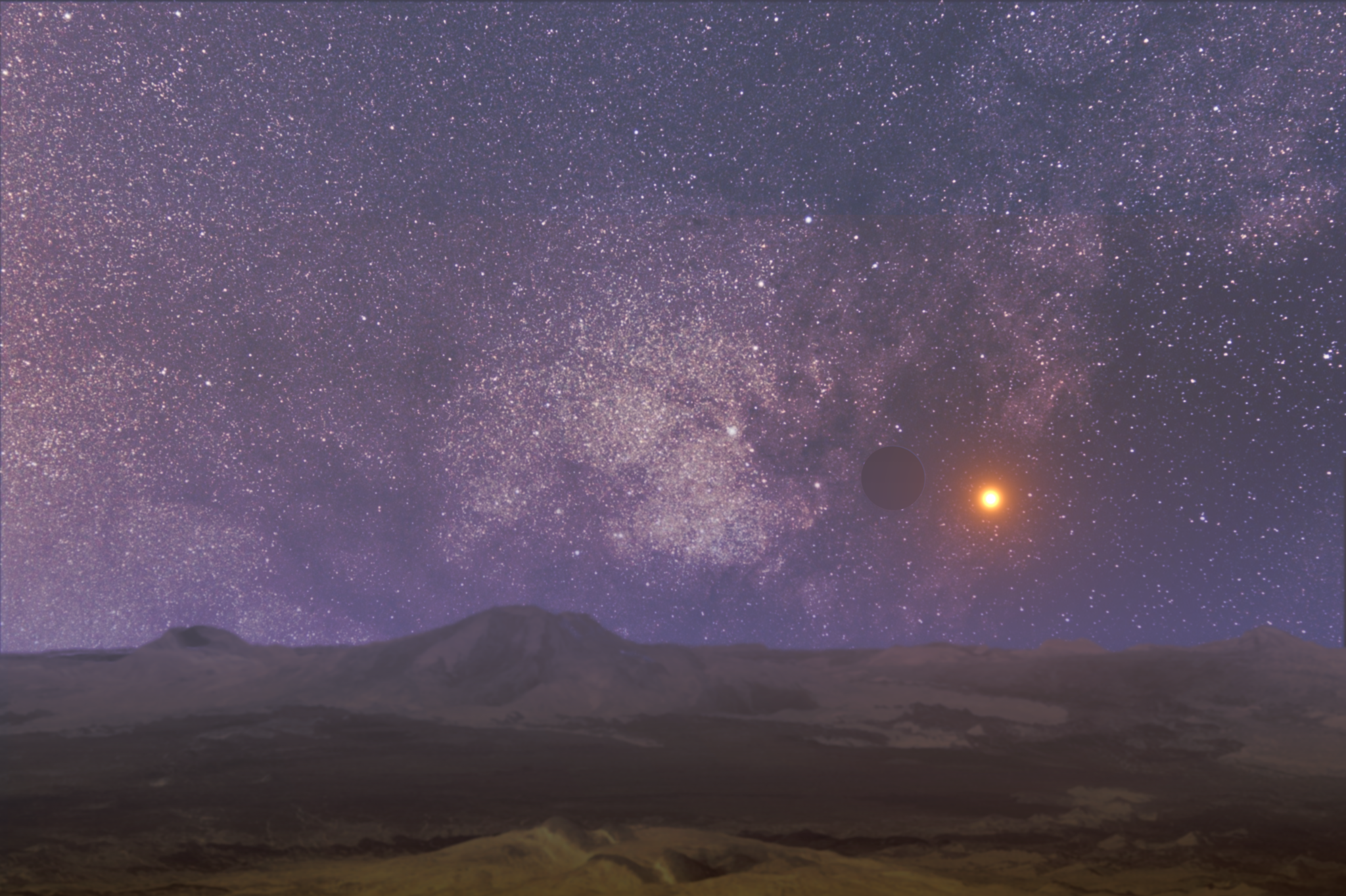
Vue d'artiste du ciel vu depuis OGLE-2013-BLG-0723L Bb.

OGLE-2013-BLG-0723L B constitue un système intermédiaire. En effet, ce sous-système peut être vu comme une version en taille réduite d'un système étoile-planète, ou comme une version agrandie d'un système planète-satellite. Cette dernière analogie est d'autant plus renforcée par le fait que ce sous-système tourne autour de l'objet A qui est une étoile de plein droit.

#### OGLE-2013-BLG-0723L Ba
L'objet principal de ce sous-système, OGLE-2013-BLG-0723L Ba (généralement nommé simplement OGLE-2013-BLG-0723L B), est une naine brune dont la masse est (0,031 ± 0,003) fois celle du Soleil, donc (32 ± 3) fois celle de Jupiter.

#### OGLE-2013-BLG-0723L Bb
L'objet secondaire a une masse égale à seulement (69 ± 6) % de celle de la Terre. Cette masse équivaut à environ 85 % de celle de Vénus et à environ 6 fois et demi celle de Mars.

## Réinterprétation de l'événement
Han et al. (2016) réanalysent l'événement en proposant non pas un système à trois corps, mais plutôt un système constitué de deux étoiles de faible masse de 0,2 et 0,1 M☉, situé à environ 3 kpc (∼9 780 al) de la Terre. Cette solution explique mieux la courbe de lumière observée et serait ainsi une meilleure interprétation de l'événement, n'impliquant pas de compagnon planétaire.